# Igreja dos Santos Bento e Escolástica em Argentina
Santi Benedetto e Scolastica all'Argentina ou Igreja dos Santos Bento e Escolástica em Argentina é uma igreja de Roma, Itália, na Via di Torre Argentina, no rione Sant'Eustachio, e uma das igreja regional de Nórcia, na Úmbria, na cidade. É também uma basílica menor.

## História

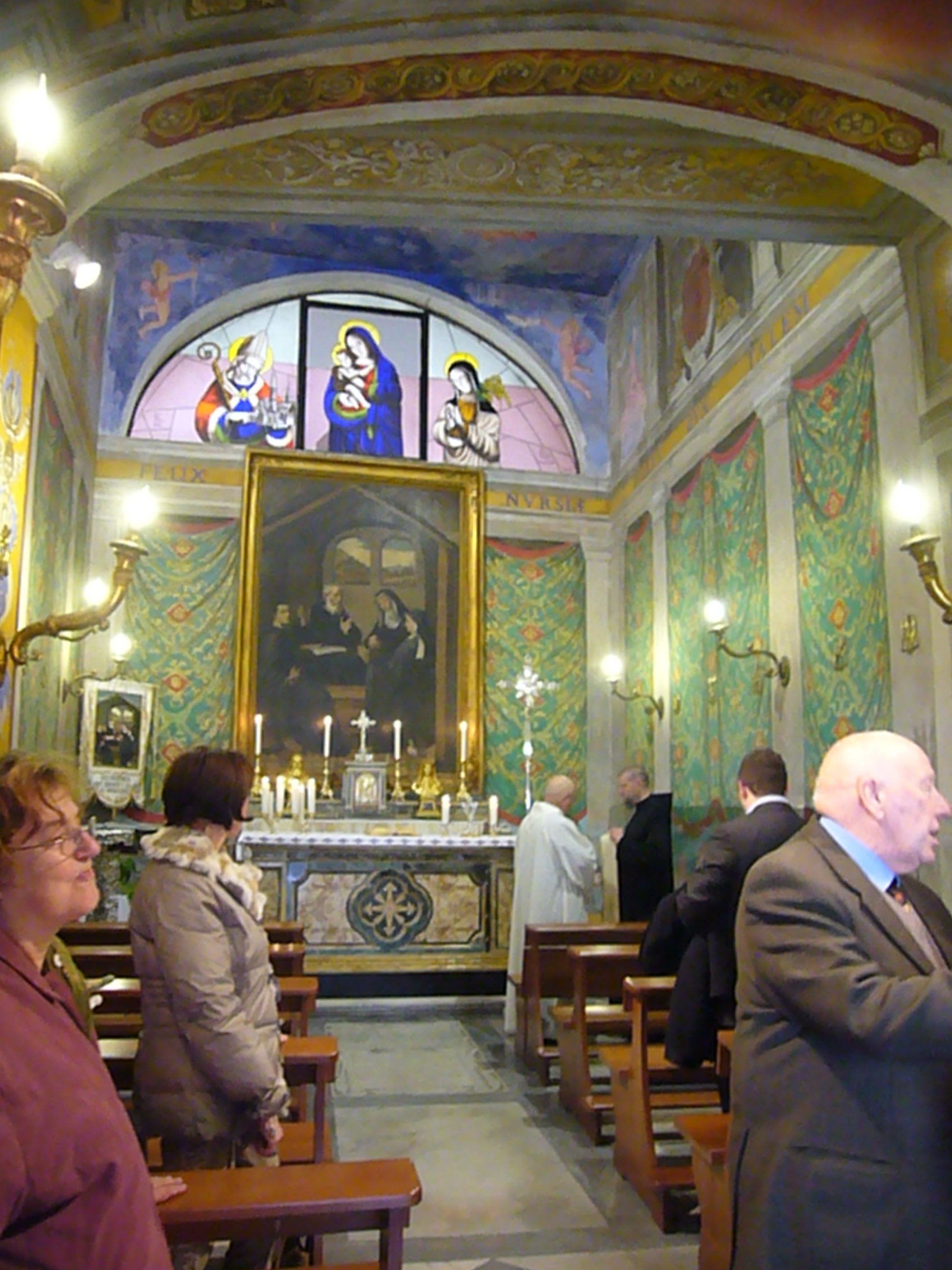
Vista do interior.

Esta minúscula igreja é uma das menores de Roma e é dedicada aos habitantes da cidade e da região de Nórcia vivendo em Roma. Uma arquiconfraternidade para cuidar do bem-estar dos expatriados norcianos foi fundada em Roma, em 1615, e recebeu uma propriedade para este fim na Via di Torre Argentina. A capela doméstica que já existia no local foi convertida em igreja, com uma entrada separada, em 1625 e foi rededicada a São Bento, que começou sua carreira em Nórcia antes de se mudar para a Abadia de Montecassino, Santa Escolástica, sua irmã e, de acordo com a tradição, a primeira freira beneditina. Depois de 1808, ainda durante a ocupação napoleônica de Roma a igreja foi saqueada e desconsagrada. O evento se repetiu durante a República Romana (1849). Atualmente é considerada o tesouro de sua pequena congregação. 

## Exterior
A igreja é parte de um edifício maior e, portanto, não tem uma identidade arquitetural distinta. Ela é notável pela interessante e pouco usual inscrição dedicatória sobre a porta, que está escrita em círculos concênticos dentro de um tondo, este flanqueado por duas faixas diagonais da cornija, cada uma levemente arqueada no formato de um "S" e que se ligam nela através de diminutas volutas. A inscrição é "Divis Benedicto et Scholasticae Patronis nursinus ordo et populus" ou "Aos santos padroeiros Bento e Escolástica, o conselho e o povo de Nórcia".

## Interior
O interior de uma única sala foi inteiramente restaurado no século XIX e pode ser descrito como extravagante. As paredes são pintadas para imitar cortinas verdes, com efeitos em trompe-l'oeil, e pilastras suportam o entablamento com a inscrição ""Felix Nursiae tellus quae talem genuit alumnum" ("Feliz a terra de Nórcia, que gerou tal pupilo"). Há uma pintura dos padroeiros sobre o altar-mor e sob um vitral da "Madona com o Menino venerada por Santos". O altar barroco é decorado com incrustações de mármore multicolorido.